# دينا مشرف
دينا مشرف (مواليد 10 مارس 1994)، لاعبة تنس طاولة مصرية، مثّلت مصر في دورتي لندن 2012 وريو 2016. عمّتها هي لاعبة تنس الطاولة أيضًا نهال مشرف.

## حياتها الشخصية
حصلت على تعليمها من مدرستي العقود الآجلة والجذور. التحقت بالجامعة الأمريكية بالقاهرة. لديها أخٌ يدعى أحمد مشرف هو أيضا لاعب تنس طاولة.

## المشاركة الأولمبية

### لندن 2012
| الرياضيّة                          | الحدث | الدور التمهيدي         | الدور 1                 | الدور 2                  | الدور 3       | الدور 4              | ربع النهائي   | نصف النهائي   | النهائي/ م ب  | النهائي/ م ب |
| الرياضيّة                          | الحدث | الخصم النتيجة          | الخصم النتيجة           | الخصم النتيجة            | الخصم النتيجة | الخصم النتيجة        | الخصم النتيجة | الخصم النتيجة | الخصم النتيجة | الترتيب      |
| --------------------------------- | ----- | ---------------------- | ----------------------- | ------------------------ | ------------- | -------------------- | ------------- | ------------- | ------------- | ------------ |
| نادين الدولتلي                    | فردي  | تلقائي                 | سكوف (الدنمارك) · خ 0–4 | لم تتأهل                 | لم تتأهل      | لم تتأهل             | لم تتأهل      | لم تتأهل      | لم تتأهل      | لم تتأهل     |
| دينا مشرف                         | فردي  | إديم (نيجيريا) · ف 4–2 | نوسكوفا (روسيا) · ف 4–3 | سامارا (رومانيا) · خ 1–4 | لم تتأهل      | لم تتأهل             | لم تتأهل      | لم تتأهل      | لم تتأهل      | لم تتأهل     |
| نادين الدولتلي رغد مجدي دينا مشرف | فِرَق   | —                      | —                       | —                        | —             | هولندا (NED) · خ 0–3 | لم تتأهل      | لم تتأهل      | لم تتأهل      | لم تتأهل     |

### ريو 2016
- منافسات الفردي: خرجت من الدور الأول (سبقه تأهلها من الدور التمهيدي)[7]
- منافسات الزوجي: خرجت من الدور الأول[8]

العاب البحر المتوسط 2022 مصر حصلت على الذهبية.

## روابط خارجية
- دينا مشرف على موقع منظمة تنس الطاولة العالمي (الإنجليزية)
- دينا مشرف على موقع اللجنة الأولمبية الدولية (الإنجليزية)
- دينا مشرف على موقع أوليمبيديا (الإنجليزية)